# Kategoria Superiore 2018-2019
La Kategoria Superiore 2018-2019 è stata l'80ª edizione della massima serie del campionato albanese di calcio. La stagione è iniziata il 17 agosto 2018 e si è conclusa il 30 maggio 2019. Lo Skënderbeu era la squadra campione in carica. Il Partizani Tirana ha vinto il campionato per la sedicesima volta nella sua storia.

## Stagione

### Novità
Kastrioti e Tirana sono state promosse dalla Kategoria e Parë, al posto delle retrocesse Vllaznia e Lushnja.

### Formato
La squadra campione è ammessa al primo turno di qualificazione della UEFA Champions League 2019-2020.

La seconda e la terza classificata sono ammesse al primo turno di qualificazione della UEFA Europa League 2019-2020.

Le ultime due classificate sono retrocesse direttamente in Kategoria e Parë.

## Squadre partecipanti
| Club              | Città       | Stadio                   | Posizione 2017-2018                       |
| ----------------- | ----------- | ------------------------ | ----------------------------------------- |
| Flamurtari Valona | Valona      | Stadio Flamurtari        | 6º posto in Kategoria Superiore           |
| Kamza             | Kamëz       | Stadio Kamza             | 7º posto in Kategoria Superiore           |
| Kastrioti         | Kruja       | Stadio Redi Maloku       | 1º posto nel Girone A in Kategoria e Parë |
| Kukësi            | Kukës       | Stadio Zeqir Ymeri       | 2º posto in Kategoria Superiore           |
| Laçi              | Laç         | Stadio Laçi              | 4º posto in Kategoria Superiore           |
| Luftëtari         | Gjirokastër | Stadio Gjirokastra       | 3º posto in Kategoria Superiore           |
| Partizani Tirana  | Tirana      | Stadiumi Selman Stërmasi | 5º posto in Kategoria Superiore           |
| Skënderbeu        | Coriza      | Stadio Skënderbeu        | Campione d'Albania                        |
| Teuta             | Durazzo     | Stadio Niko Dovana       | 8º posto in Kategoria Superiore           |
| Tirana            | Tirana      | Stadiumi Selman Stërmasi | 1º posto nel Girone B in Kategoria e Parë |

## Allenatori
| Club              | Allenatore      |
| ----------------- | --------------- |
| Flamurtari Valona | Ilir Daja       |
| Kamza             | Bledar Devolli  |
| Kastrioti         | Elvis Plori     |
| Kukësi            | Armando Çungu   |
| Laçi              | Artan Mërgjyshi |
| Luftëtari         | Miloš Kostić    |
| Partizani Tirana  | Skënder Gega    |
| Skënderbeu        | Orges Shehi     |
| Teuta             | Bledi Shkëmbi   |
| Tirana            | Zé Maria        |

## Classifica finale
|                    | Pos. | Squadra           | Pt | G  | V  | N  | P  | GF | GS | DR  |
| ------------------ | ---- | ----------------- | -- | -- | -- | -- | -- | -- | -- | --- |
| Albania (bandiera) | 1.   | Partizani Tirana  | 70 | 36 | 20 | 10 | 6  | 45 | 22 | +23 |
|                    | 2.   | Kukësi            | 59 | 36 | 17 | 8  | 11 | 42 | 29 | +13 |
|                    | 3.   | Teuta             | 57 | 36 | 15 | 12 | 9  | 43 | 36 | +7  |
| [ 2 ]              | 4.   | Skënderbeu        | 55 | 36 | 17 | 4  | 15 | 45 | 30 | +15 |
| [ 3 ]              | 5.   | Flamurtari Valona | 54 | 36 | 15 | 9  | 12 | 35 | 32 | +3  |
|                    | 6.   | Laçi              | 49 | 36 | 12 | 13 | 11 | 33 | 30 | +3  |
|                    | 7.   | Tirana            | 47 | 36 | 12 | 11 | 13 | 44 | 35 | +9  |
|                    | 8.   | Luftëtari         | 47 | 36 | 13 | 8  | 15 | 37 | 39 | -2  |
|                    | 9.   | Kastrioti         | 42 | 36 | 12 | 6  | 18 | 35 | 53 | -18 |
|                    | 10.  | Kamza             | 17 | 36 | 4  | 5  | 27 | 13 | 66 | -53 |

Legenda:
      Campione di Albania e ammessa alla UEFA Champions League 2019-2020
      Ammesse alla UEFA Europa League 2019-2020
      Retrocesse in Kategoria e Parë 2019-2020
Note:
Tre punti a vittoria, uno a pareggio, zero a sconfitta.
Il Kamza è stato escluso dal campionato alla 25ª giornata

## Risultati

### Prima fase (1ª-18ª giornata)
|                   | FlV | Kam | Kas | Kuk | Laç | Luf | PTi | Skë | Teu | Tir |
| Flamurtari Valona |     | 1-0 | 4-0 | 1-0 | 1-0 | 0-0 | 1-0 | 0-2 | 1-1 | 1-0 |
| Kamza             | 2-2 |     | 2-0 | 0-2 | 0-1 | 1-0 | 0-1 | 1-0 | 1-3 | 1-1 |
| Kastrioti         | 1-0 | 3-0 |     | 1-2 | 1-1 | 0-2 | 1-2 | 0-3 | 0-4 | 2-3 |
| Kukësi            | 1-2 | 1-0 | 2-0 |     | 1-1 | 1-0 | 0-1 | 1-0 | 1-1 | 3-1 |
| Laçi              | 1-0 | 0-0 | 2-1 | 0-1 |     | 2-1 | 0-0 | 2-0 | 0-3 | 2-1 |
| Luftëtari         | 0-1 | 1-0 | 0-1 | 0-1 | 0-1 |     | 1-1 | 0-2 | 3-1 | 2-1 |
| Partizani Tirana  | 2-0 | 1-0 | 1-0 | 0-0 | 1-0 | 2-1 |     | 0-2 | 3-0 | 2-1 |
| Skënderbeu        | 1-0 | 2-0 | 1-0 | 1-0 | 1-1 | 2-3 | 1-0 |     | 0-1 | 1-1 |
| Teuta             | 0-0 | 1-0 | 2-0 | 0-1 | 1-1 | 1-0 | 1-1 | 2-0 |     | 2-1 |
| Tirana            | 1-0 | 0-1 | 4-0 | 0-0 | 0-1 | 3-1 | 0-1 | 1-1 | 0-0 |     |

### Seconda fase (19ª-36ª giornata)
|                   | FlV | Kam | Kas | Kuk | Laç | Luf | PTi | Skë | Teu | Tir |
| Flamurtari Valona |     | 3-0 | 1-1 | 1-2 | 1-0 | 1-1 | 0-3 | 2-0 | 3-1 | 1-0 |
| Kamza             | 0-3 |     | 0-1 | 0-3 | 1-1 | 0-3 | 0-1 | 0-3 | 0-3 | 0-3 |
| Kastrioti         | 2-0 | 3-0 |     | 2-1 | 1-1 | 1-0 | 1-1 | 2-1 | 2-1 | 1-0 |
| Kukësi            | 1-2 | 3-2 | 3-1 |     | 0-0 | 3-0 | 1-1 | 0-3 | 0-0 | 0-1 |
| Laçi              | 0-0 | 3-0 | 1-1 | 0-1 |     | 0-2 | 1-0 | 1-0 | 5-0 | 1-3 |
| Luftëtari         | 0-0 | 3-0 | 1-5 | 3-2 | 1-0 |     | 1-1 | 1-0 | 1-0 | 1-1 |
| Partizani Tirana  | 3-1 | 3-0 | 2-0 | 1-1 | 1-1 | 1-3 |     | 2-0 | 3-0 | 2-1 |
| Skënderbeu        | 2-0 | 3-0 | 4-0 | 1-0 | 2-1 | 2-0 | 0-1 |     | 1-2 | 1-2 |
| Teuta             | 1-1 | 0-0 | 1-0 | 2-1 | 2-0 | 0-0 | 2-0 | 2-2 |     | 1-3 |
| Tirana            | 3-0 | 4-1 | 0-0 | 0-2 | 1-1 | 1-1 | 0-0 | 1-0 | 1-1 |     |

## Statistiche

### Classifica marcatori
| Gol |  |  | Giocatore        | Squadra          |
| --- |  |  | ---------------- | ---------------- |
| 14  |  |  | Reginaldo        | Kukësi           |
| 12  |  |  | Roger            | Kastrioti        |
| 12  |  |  | Vasil Shkurtaj   | Kukësi           |
| 11  |  |  | Ndriçim Shtubina | Laçi             |
| 10  |  |  | Edon Hasani      | Tirana           |
| 9   |  |  | Latif Amadu      | Teuta            |
| 9   |  |  | Dejvi Bregu      | Skënderbeu       |
| 8   |  |  | Jasir Asani      | Partizani Tirana |